# Phyllobrotica leechi
Phyllobrotica leechi es una especie de insecto coleóptero de la familia Chrysomelidae. Fue descrita en 1956 por Blake.